# Shah 'Alam II
Ali Gohar Shāh ʿĀlam II Moghul (in persiano شاه عالم دوم‎, Shāh ʿĀlam dōm; Delhi, 25 giugno 1728 – Delhi, 19 novembre 1806) è stato un imperatore indiano, Gran Mogol dell'Impero Moghul dal 10 ottobre 1760 al 31 luglio 1788 e nuovamente dal 16 ottobre 1788 al 19 novembre 1806 e primo Re di Delhi dal 1803 al 1806.
Fu di fatto un sovrano-fantoccio dei britannici e dei Maratha, la cui audacia fu accresciuta sempre più dalla debolezza e dalla mancanza di risolutezza dell'Imperatore.
Il suo regno fu caratterizzato anche dalla perdita di controllo del Bengala, a seguito della battaglia di Buxar nel 1764.
Uno dei suoi vassalli, Ghulām Qādir, tentò di detronizzarlo e, dopo essersi impadronito della sua persona, gli fece cavare gli occhi nel 1788, anche se subì ben presto il castigo per quel suo crimine e Shāh ʿĀlam fu rimesso in libertà e recuperò la sua corona.
Dopo la battaglia di Delhi del 1803, i britannici presero possesso della città di Delhi e Shāh ʿĀlam II si mise sotto la protezione della Compagnia britannica delle Indie Orientali. L'Imperatore moghul fu ridotto a semplice "Re di Delhi", burattino nelle mani britanniche, l'esercito moghul fu sciolto. Tale situazione durò fino ai Moti indiani del 1857.